# Bacteria serricauda
Bacteria serricauda är en insektsart som beskrevs av Bates 1865. Bacteria serricauda ingår i släktet Bacteria och familjen Diapheromeridae. Inga underarter finns listade.